# Bahnhof Berlin-Karow
Der Bahnhof Berlin-Karow ist ein Bahnhof im gleichnamigen Berliner Ortsteil Karow des Bezirks Pankow. Er wird im bahnamtlichen Betriebsstellenverzeichnis als BKAR (Fernbahn) und für die S-Bahn als BKRW geführt. Die Gleise 101 und 102 dienen dem Personenverkehr der S-Bahn und den in Karow endenden Regionalzügen der Niederbarnimer Eisenbahn; sie sind für die Fahrgäste mit den Nummern 1 und 2 beschriftet. Die nicht am Bahnsteig liegenden durchgehenden Hauptgleise 1 und 2 werden von den Zügen der Fern- und Regionalbahn und vom Güterverkehr befahren.

## Geschichte
Der Bahnhof, anfangs noch als Carow bezeichnet, wurde am 15. November 1882 an der Stettiner Bahn eingerichtet. Von hier fuhren Vorortzüge nach Berlin und in die Gegenrichtung nach Bernau. 1901 erhielt der Bahnhof den Namen Karow. Zwischen 1911 und 1916 wurde die Bahn bis nach Bernau auf vier Gleise ausgebaut. Neben dem Bahnsteig wurden die Ferngleise neu verlegt, sodass der Vorortverkehr über Karow getrennt geführt werden konnte. Die Maßnahme sollte zudem die Voraussetzung für den elektrischen Betrieb auf den Vorortgleisen schaffen; dieser wurde am 8. August 1924 verwirklicht.
Im Zweiten Weltkrieg wurde der Güteraußenring gebaut, der in Berlin-Karow die Stettiner Bahn erreichte. Ein Weiterbau in Richtung Westen unterblieb. Nach dem Zweiten Weltkrieg wurde das jeweils zweite Gleis der Fern- bzw. Vorortgleise demontiert und in die Sowjetunion verfrachtet. Da Karow keine Ausweichstelle war, wurde auch hier das westliche Gleis abgebaut. Auch der Güteraußenring wurde zunächst demontiert, 1949 jedoch wieder aufgebaut. Im Jahr 1950 wurde als Verbindung zur Berliner Nordbahn die Bahnstrecke Berlin-Karow–Fichtengrund über Basdorf gebaut. An den Ferngleisen in Berlin-Karow entstand ein Betriebsbahnhof. Wenige Jahre später ersetzte als leistungsfähigere Umfahrung der Berliner Außenring den Güteraußenring. Er kreuzt südlich des Bahnhofs Karow im sogenannten Karower Kreuz die Stettiner Bahn. Vom Bahnhof Berlin-Karow entstanden Verbindungskurven zum Außenring in beide Richtungen.
Nach dem Bau der Berliner Mauer im Jahr 1961 nutzten die Züge der Heidekrautbahn die Verbindung zwischen Basdorf und Karow und passierten den Bahnhof zunächst über die Ferngleise, um eine Station später in Blankenburg zu enden. Seit 1976 enden diese Züge statt in Blankenburg bereits in Karow, der eigens für diese Züge errichtete Bahnsteig in Blankenburg wurde abgerissen. Hier halten sie bis heute am selben Bahnsteig wie die Züge der Berliner S-Bahn. Lange Zeit plante man den Umbau der Strecke von Karow nach Basdorf sowie der anschließenden Heidekrautbahn bis Wandlitzsee in eine elektrische S-Bahn.
Seit dem 7. Juli 2010 verfügt der Bahnhof an seinem nördlichen Ende über einen zweiten, barrierefreien Zugang sowie einen neuen Bahnhofsvorplatz mit Buswendeschleife. Der Neubau wurde mit Mitteln des Landes Berlin und des Konjunkturpakets I der Bundesregierung finanziert. In diesem Zuge wurde auch ein neues Blindenleitsystem installiert und die Bahnsteigbeleuchtung erneuert.

## Planungen
Es gibt Planungen am Karower Kreuz einen neuen Turmbahnhof für die Regionalbahn und die S-Bahn (Linie S2) einzurichten, für Regionalzüge soll dafür der Halt im Bahnhof Karow entfallen. Das Brückenbauwerk der Stettiner Bahn an dieser Stelle ist für die Anlage eingerichtet, ein Termin ist allerdings nicht abzusehen.

## Anlagen
Außer den vier Durchgangsgleisen ist südlich noch das an Gleis 3 angebundene Stumpfgleis 3s vorhanden. Bei längeren Wendezeiten der Züge aus Richtung Basdorf kann das Bahnsteiggleis für die S-Bahn zwischenzeitlich frei gefahren werden. Nördlich des Bahnhofs wird die Strecke der Heidekrautbahn mit einem Überwerfungsbauwerk kreuzungsfrei aus der S-Bahn-Strecke ausgefädelt. Südlich zweigen zwei Verbindungskurven in beide Richtungen des Berliner Außenrings ab. Seit 2021 ist die Fernbahnstrecke der Stettiner Bahn in Richtung Blankenburg auch wieder zweigleisig.

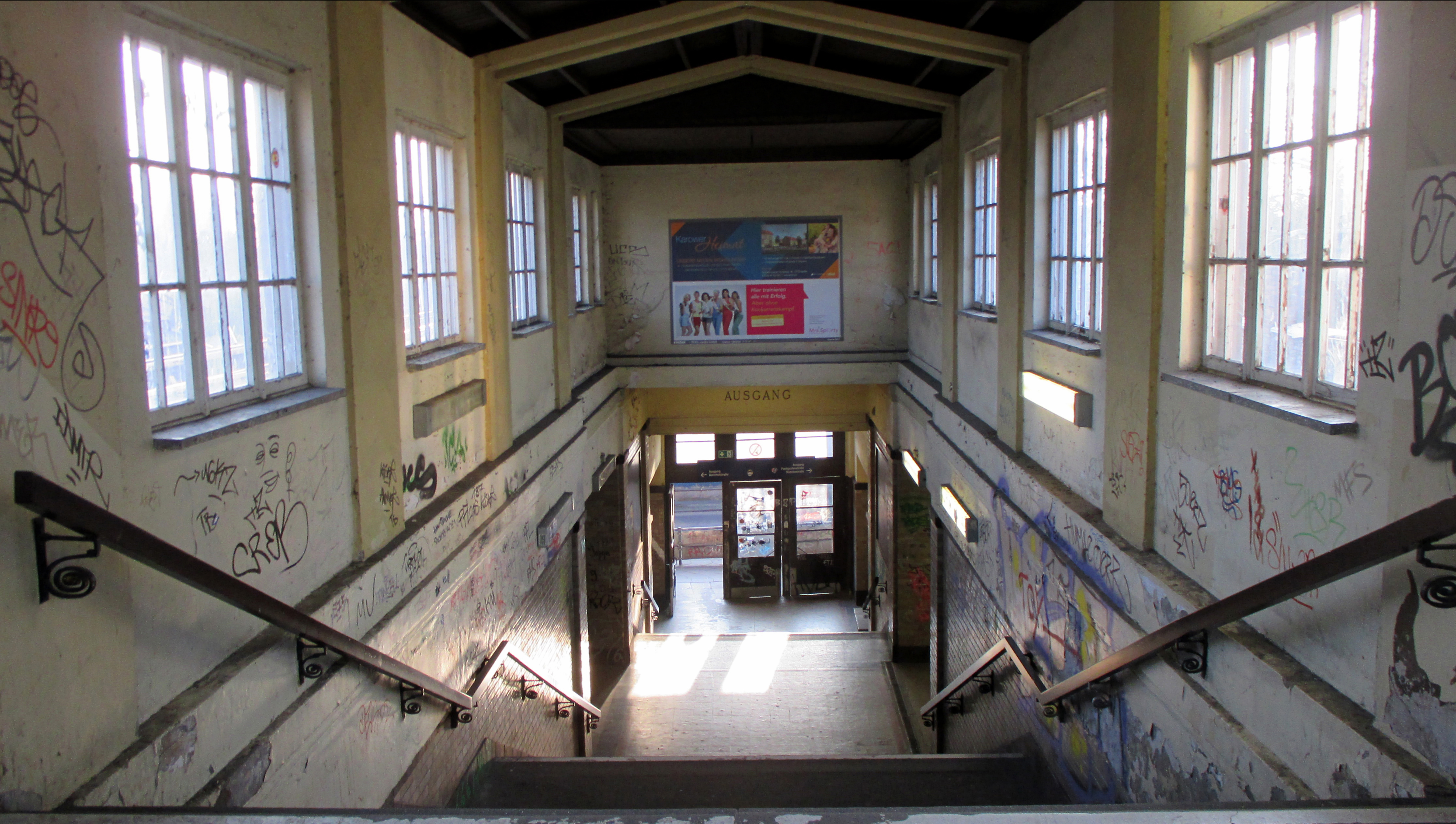
Innenansicht
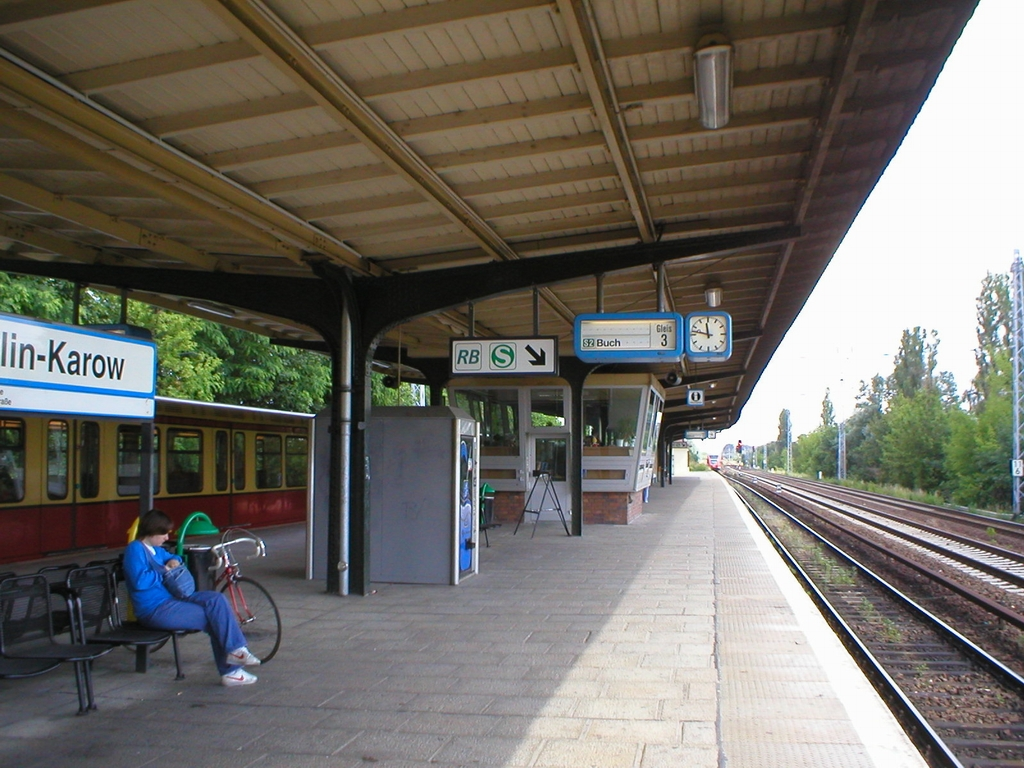
Bahnsteig; am östlichen Gleis halten sowohl S- als auch Regionalbahnen
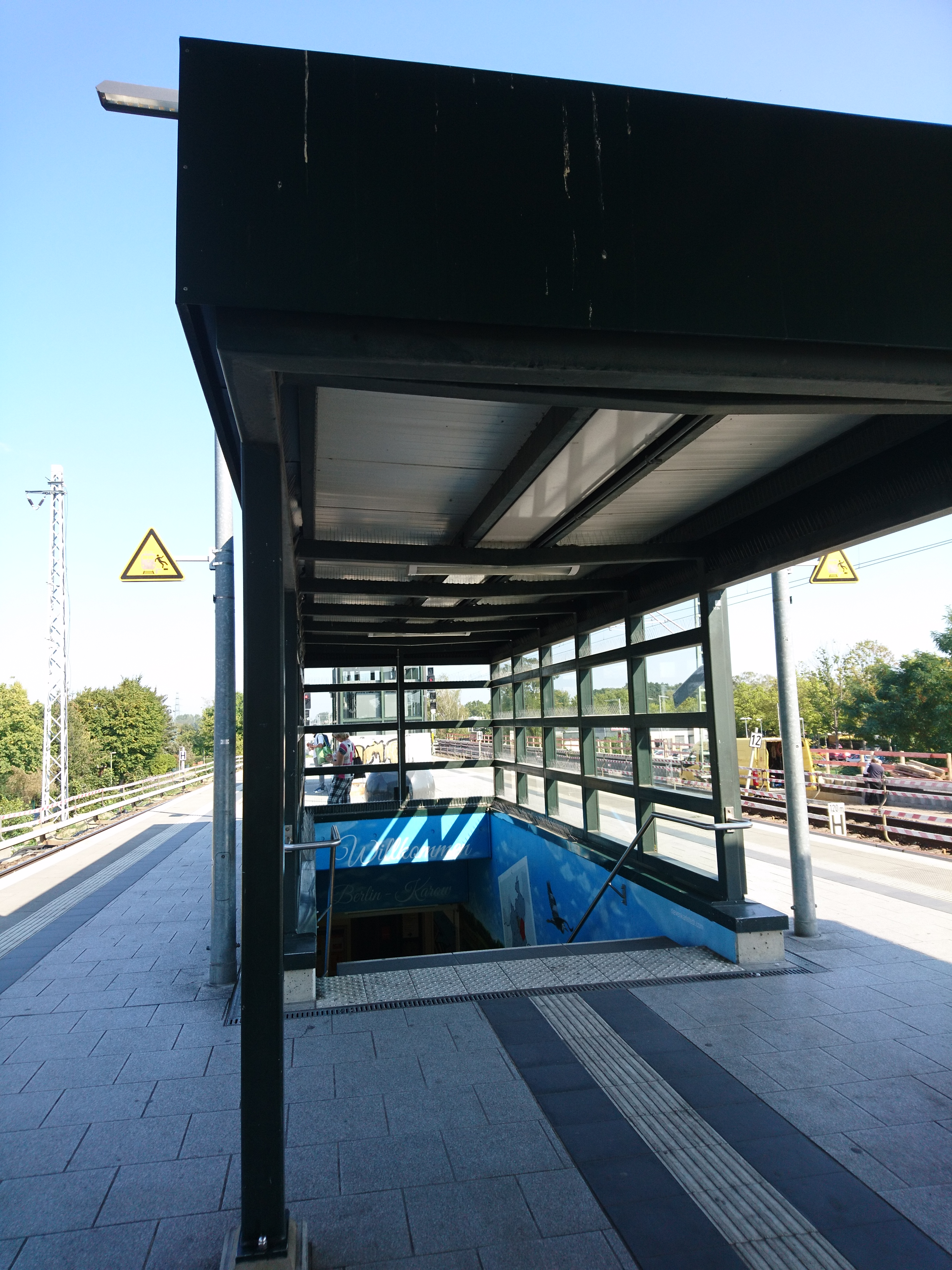
2010 neuerrichteter Zugang zum Bahnsteig

## Anbindung
Der Bahnhof ist mit der RB 27 der Niederbarnimer Eisenbahn, der Linie S2 der Berliner S-Bahn sowie mit der Buslinie 350 der BVG zu erreichen.
| Linie | Verlauf |
| ----- | --- |
| RB 27 | Berlin-Karow – Basdorf – Schmachtenhagen bzw. Groß Schönebeck |
|       | Bernau – Bernau-Friedenstal – Zepernick – Röntgental – Buch – Karow – Blankenburg – Pankow-Heinersdorf – Pankow – Bornholmer Straße – Gesundbrunnen – Humboldthain – Nordbahnhof – Oranienburger Straße – Friedrichstraße – Brandenburger Tor – Potsdamer Platz – Anhalter Bahnhof – Yorckstraße – Südkreuz – Priesterweg – Attilastraße – Marienfelde – Buckower Chaussee – Schichauweg – Lichtenrade – Mahlow – Blankenfelde |

## Unfall

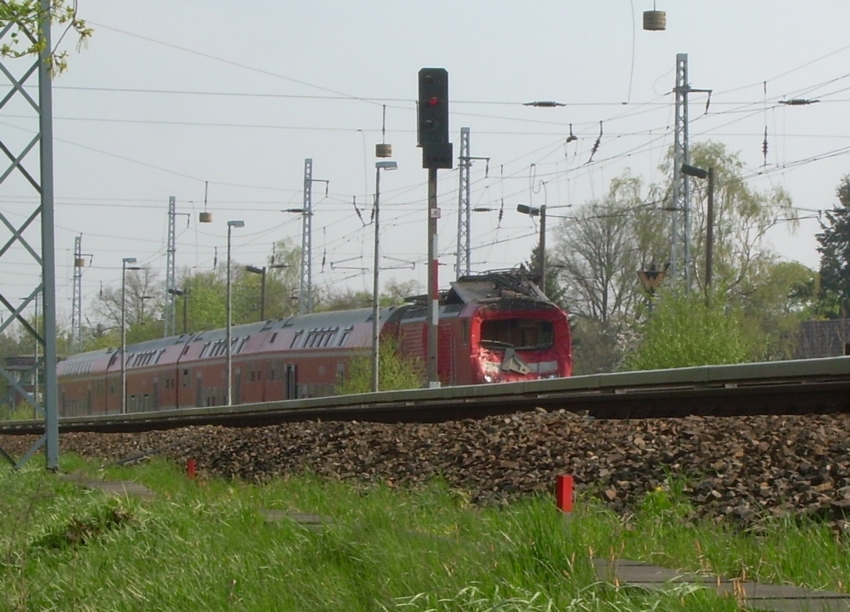
Regional-Express nach dem Unfall

Am 16. April 2009 gegen 22:17 Uhr fuhr der etwa 80 km/h schnelle Regional-Express 38399 aus Schwedt bei der Durchfahrt durch das Bahnhofsgleis 2 auf den Güterzug FTZ 53185 aus der PCK-Raffinerie auf, der mit nur rund 40 km/h in die gleiche Richtung fuhr. Seine 24 mit Flüssiggas (LPG) gefüllten Kesselwagen hielten der Belastung stand. Der erste Wagen des Regionalzugs wurde teilweise auf die E-Lok geschoben, beide Fahrzeuge entgleisten und wurden schwer beschädigt. Der Schaden wurde auf rund 800.000 Euro geschätzt. Von den 24 Insassen des Regional-Express wurden elf Reisende leicht, der Lokführer schwer verletzt. Der zuständige Fahrdienstleiter kam ebenfalls mit einem Schock ins Krankenhaus.
Vor dem Unfall bremste der Güterzug im Bereich von Gleis 2 zwischen dem Ein- und dem Ausfahrsignal des Bahnhofs bis auf rund 10 km/h ab. Der Triebfahrzeugführer hatte bemerkt, dass der Fahrweg gemäß einer gültigen Fahrplananordnung falsch eingestellt war – der Zug sollte aufgrund einer Baustelle umgeleitet werden, was vom Fahrdienstleiter aber nicht beachtet worden war. Nach der Korrektur des Fahrwegs stellte der Fahrdienstleiter den Fahrtbegriff für das Ausfahrsignal in den nunmehr richtigen Fahrweg für den in der Annäherung befindenden Güterzug her und brachte irrtümlich auch schon das Einfahrsignal hinter dem Zug auf Fahrt ohne abzuwarten, bis sich der Güterzug unter Deckung des noch in Halt zu bringenden Ausfahrsignals befand. Dadurch wurde dem folgenden Regional-Express eine freie Durchfahrt vorsignalisiert und er beschleunigte und fuhr kurze Zeit später auf den Güterzug auf.
Im September 2011 wurde der Fahrdienstleiter der fahrlässigen Körperverletzung für schuldig befunden und zu einer Geldstrafe von 1750 Euro verurteilt.